# Меони, Фабрицио
Фабрицио Меони (итал. Fabrizio Meoni; 31 декабря 1957, Кастильон-Фьорентино — 11 января 2005, Киффа) — итальянский раллийный мотогонщик, двукратный победитель Ралли Дакар.

## Биография
В 16 лет Фабрицио Меони купил свой первый мотоцикл, 50-кубовый «Ancillotti», на котором успешно выступал в соревнованиях по эндуро. Вскоре он пересел на более мощные 125-кубовые «Beta» и SWM. 
В 1978 году Меони окончательно отказался от карьеры инженера и посвятил себя мотоспорту. В том году он выиграл юниорский чемпионат Италии на 125-кубовом «Fantic Motor», а со следующего участвовал во взрослом чемпионате на 250-кубовом «Ancillotti». Вскоре его призвали в армию, после демобилизации Фабрицио продолжил участвовать в гонках эндуро.
В 1988 году он стал чемпионом Италии в этом виде, а через год впервые проехал Ралли Инков, где стал 4-м. В 1990 году Меони сошёл с Ралли Туниса, но выиграл перуанскую гонку. В престижнейшем Ралли Дакар итальянец участвовал 13 раз, в 1994 году он стал 3-м, а через 4 года — 2-м. В 1997 году Фабрицио впервые выиграл Ралли Туниса, что удавалось ему ещё трижды.
На рубеже веков он выиграл 4 первых Ралли Фараонов, а в 2000 году стал чемпионом мира по ралли-рейдам. В 2001 и 2002 годах Меони первенствовал на Дакаре.
11 января 2005 года на этапе Дакара между Атаром и Киффой он упал, сломал 2 шейных позвонка и после сердечного приступа умер. Соперники Меони отказались выходить на следующий этап, и в мотоциклетном зачёте он был отменён.

## Личная жизнь
У Фабрицио, который планировал после гонки завершить раллийную карьеру, остались жена Елена и двое детей. Вместе с Еленой он организовал фонд помощи детям Сенегала, на собранные деньги удалось построить школу.

## Победы
- Ралли Дакар: 2001, 2002
- Ралли Тунис: 1997, 2000, 2001, 2003
- Ралли Фараонов: 1998, 1999, 2000, 2001
- Ралли Дубая: 1999
- Ралли Инков: 1990
- Чемпионат мира по ралли-рейдам: 2000